# Киндос
Киндос (в верховьях — Кодаручей) — ручей в России, протекает по территории Нововилговского, Деревянкского и Ладва-Веткинского сельских поселений Прионежского района Республики Карелии. Длина ручья — 20 км.
Ручей берёт начало из болота без названия на высоте выше 205 м над уровнем моря и далее течёт преимущественно в юго-восточном направлении по заболоченной местности.
Киндос в общей сложности имеет два малых притока суммарной длиной 3,0 км. Также имеет крупный правый приток — ручей Ольгин.
Впадает на высоте 161,0 м над уровнем моря в реку Шапшу. Шапша впадает в реку Ивенку (ниже — Ивину), впадающую в Верхнесвирское водохранилище, через которое протекает река Свирь.
Населённые пункты на ручье отсутствуют.
Код объекта в государственном водном реестре — 01040100712202000012148.